# SN 1997cz
SN 1997cz – supernowa nieznanego typu odkryta 19 lipca 1997 roku w galaktyce A133709-3347. W momencie odkrycia miała maksymalną jasność 20,50m.